# کوچلاک
کوچلاک (به انگلیسی: Kuchlak) یک منطقهٔ مسکونی در پاکستان است که در ایالت بلوچستان واقع شده‌است.